# Christian Wolmar

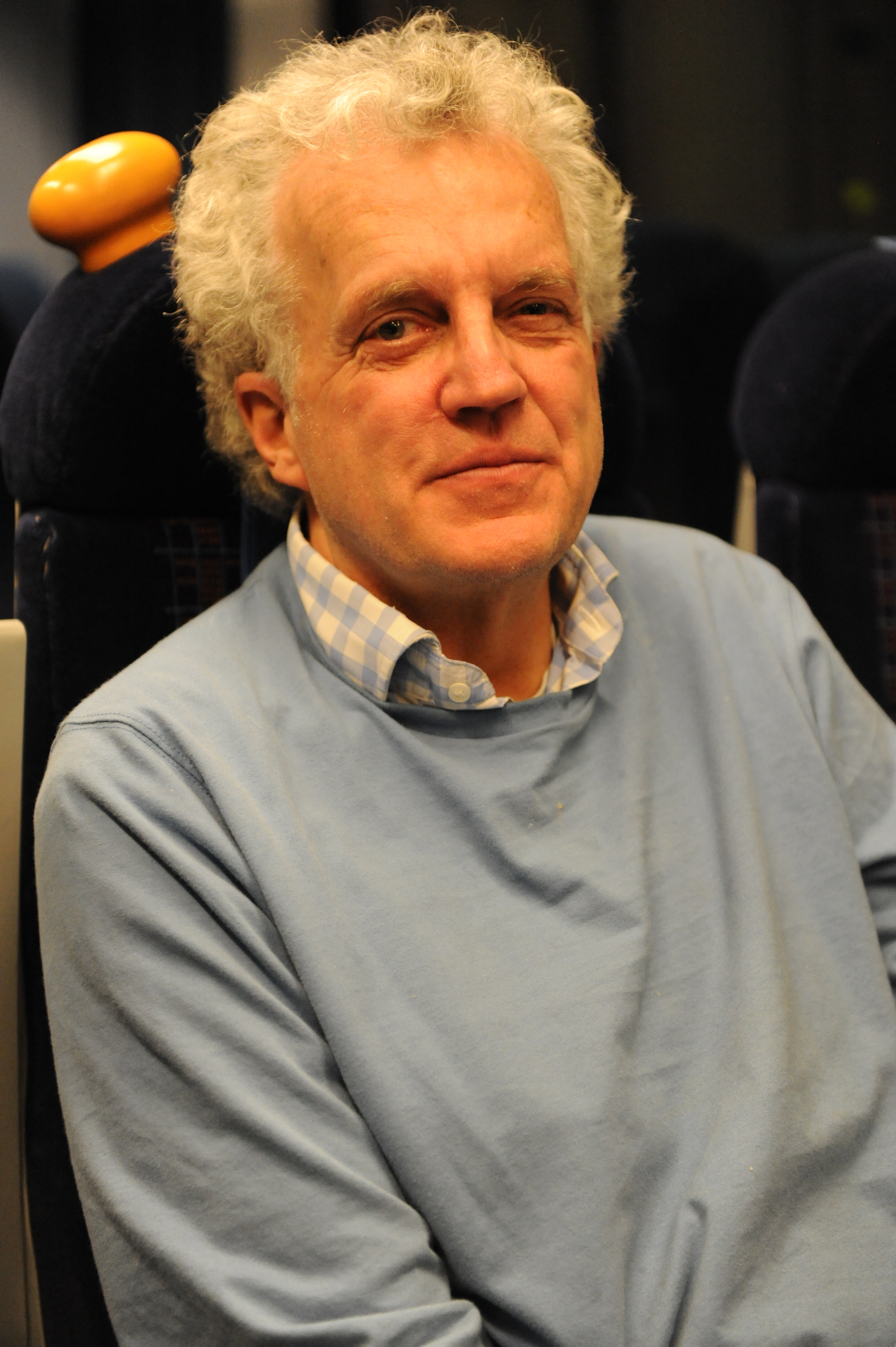
Christian Wolmar (2010)

Christian Tage Forter Wolmar (* 3. August 1949 in London) ist ein britischer Autor, Journalist und Eisenbahnhistoriker. Er ist bekannt für Bücher und Artikel zum Verkehrswesen und gilt als führender Publizist zum Thema Eisenbahnen in Großbritannien.

## Biografie
Nach seinem Abschluss an der University of Warwick im Jahr 1971 arbeitete er für verschiedene Publikationen, darunter die Fachmagazine Marketing und Retail Newsagent sowie die Londoner Lokalzeitung Hampstead and Highgate Express. Später war er für die politische Wochenzeitung New Statesman und die kurzlebige Tageszeitung London Daily News tätig. Von 1989 bis 1997 gehörte er der Redaktion von The Independent an. Während dieser Zeit war er ab 1992 vier Jahre lang Korrespondent dieser Zeitung für Verkehrsthemen und veröffentlichte zahlreiche kritische Artikel zur Privatisierung der britischen Eisenbahnen durch das Kabinett John Majors.
Neben Kolumnen für andere Zeitungen und Artikeln für Eisenbahn-Fachzeitschriften schrieb Wolmar ab 1996 mehrere Bücher über den aktuellen Stand des britischen Eisenbahnwesens. Er entwickelte sich zu einem der heftigsten Kritiker der Bahnprivatisierung und verbreitete seine Ansichten in zahlreichen Radio- und Fernsehsendungen. Mehrmals sprach er sich gegen den Bau von High Speed 2, einer geplanten Schnellfahrstrecke zwischen London und Birmingham, aus. Im Jahr 2000 veröffentlichte er ein Buch über Missbrauchskandale in Kinderheimen, ebenso schrieb er häufig über die prekäre Wohnsituation und Korruptionsskandale bei Stadtverwaltungen.
Im September 2012 kündigte er an, er wolle die Nomination als Kandidat der Labour Party für die Wahl des Mayor of London im Jahr 2016 anstreben. Er wurde zwar hierfür nicht nominiert, dafür benannte ihn die Partei am 5. November 2016 als ihren Kandidaten für die Nachwahl im Wahlkreis Richmond Park, die aufgrund des Rücktritts des vorherigen konservativen Abgeordneten Zac Goldsmith notwendig geworden war. Bei der Nachwahl erhielt er 1515 Stimmen und landete damit weit abgeschlagen hinter dem erneut kandidierenden Goldsmith und der Liberal-Democrats-Kandidatin und Siegerin Sarah Olney.
Wolmar, der in seiner Freizeit Cricket spielt und an Laufveranstaltungen teilnimmt, ist ein begeisterter Fußballfan und unterstützt die Queens Park Rangers seit seiner Jugend.

## Veröffentlichungen
- The Great British Railway Disaster. Ian Allan Publishing, Shepperton 1996, ISBN 0-7110-2469-3.
- Stagecoach: A Classic Rags-to-Riches Tale from the Frontiers of Capitalism. The Orion Publishing Group, London 1999, ISBN 0-7528-3088-0.
- Forgotten Children: The Secret Abuse Scandal in Children’s Home. Vision Paperbacks, London 2000, ISBN 1-901250-47-4.
- Broken Rails: How Privatisation Wrecked Britain’s Railways. Aurum Press, London 2001, ISBN 1-85410-857-3.
- Down the Tube: The Battle for London’s Underground. Aurum Press, London 2002, ISBN 1-85410-872-7.
- The Subterranean Railway: How the London Underground Was Built and How It Changed the City Forever. Atlantic Books, London 2005, ISBN 1-84354-023-1.
- Fire and Steam: A New History of the Railways in Britain. Atlantic Books, London 2007, ISBN 1-84354-630-2.
- Blood, Iron and Gold: How the Railways Transformed the World. Atlantic Books, London 2010, ISBN 1-84887-171-6.
- Engines of War: How Wars Were Won & Lost on the Railways. Atlantic Books, London 2010, ISBN 1-84887-172-4.
- The Great Railway Revolution: The Epic Story of the American Railroad. Atlantic Books, London 2012, ISBN 0-85789-035-2.